# Xcaret
Xcaret è un sito archeologico costruito in origine dalla civiltà Maya sulla costa caraibica della penisola dello Yucatán, che oggi si trova nello stato messicano di Quintana Roo. La città funzionava come porto per la navigazione e come centro commerciale. Alcune delle strutture originali del sito sono all'interno di una struttura privata, il parco ecologico di Xcaret.

## Toponomastica
Xcaret significa "piccolo stretto" in lingua maya. La pronuncia è Ish-caret in quanto la lettera X viene pronunciata come "sc". Il nome originale del sito era p'ole, che significa merce oppure accordo dei mercanti.

## Descrizione
Secondo le ricerche fatte dall'istituto nazionale di Antropologia e Storia (INAH) le prime costruzioni del sito risalgono a un periodo tra il 200 e il 600, ma la maggior parte di esse risalgono tra il 1200 e il 1550. Le costruzioni del tardo Post-Classico si trovano lungo la costa; alcune di loro in posizioni strategiche. Il sito aveva un muro che serviva a proteggere la città da attacchi provenienti dal mare. Xcaret era abitata quando Alonso Dávila e Francisco de Montejo arrivarono sulla costa orientale dello Yucatan, nel 1527 e nel 1529. Xcaret possiede molte riserve aperte a visite per il pubblico.